# Шутци
Шутци су насеље у Србији у општини Љиг у Колубарском округу. Према попису из 2022. било је 435 становника.

## Демографија
У насељу Шутци живи 529 пунолетних становника, а просечна старост становништва износи 47,3 година (44,4 код мушкараца и 50,5 код жена). У насељу има 215 домаћинстава, а просечан број чланова по домаћинству је 2,92.
Ово насеље је великим делом насељено Србима (према попису из 2002. године), а у последња три пописа, примећен је пад у броју становника.
|  |

| Демографија | Демографија | Демографија |
| Година      | Становника  | Становника  |
| ----------- | ----------- | ----------- |
| 1948.       | 1.067       |             |
| 1953.       | 1.051       |             |
| 1961.       | 1.050       |             |
| 1971.       | 936         |             |
| 1981.       | 840         |             |
| 1991.       | 736         | 731         |
| 2002.       | 627         | 643         |

| Етнички састав према попису из 2002.‍ | Етнички састав према попису из 2002.‍ | Етнички састав према попису из 2002.‍ | Етнички састав према попису из 2002.‍ | Етнички састав према попису из 2002.‍ |
| ------------------------------------ | ------------------------------------ | ------------------------------------ | ------------------------------------ | ------------------------------------ |
|                                      |                                      |                                      |                                      |                                      |
| Срби                                 | Срби                                 |                                      | 619                                  | 98,72%                               |
| Мађари                               | Мађари                               |                                      | 1                                    | 0,15%                                |
| Македонци                            | Македонци                            |                                      | 1                                    | 0,15%                                |
| Албанци                              | Албанци                              |                                      | 1                                    | 0,15%                                |
| непознато                            | непознато                            |                                      | 4                                    | 0,63%                                |

| Година пописа     | 1948. | 1953. | 1961. | 1971. | 1981. | 1991. | 2002. |
| ----------------- | ----- | ----- | ----- | ----- | ----- | ----- | ----- |
| Број домаћинстава | 203   | 205   | 234   | 249   | 254   | 232   | 215   |

| Број чланова      | 1  | 2  | 3  | 4  | 5  | 6  | 7 | 8 | 9 | 10 и више | Просек |
| ----------------- | -- | -- | -- | -- | -- | -- | - | - | - | --------- | ------ |
| Број домаћинстава | 52 | 68 | 18 | 32 | 20 | 19 | 5 | 1 | 0 | 0         | 2,92   |

| Пол    | Укупно | Неожењен/Неудата | Ожењен/Удата | Удовац/Удовица | Разведен/Разведена | Непознато |
| ------ | ------ | ---------------- | ------------ | -------------- | ------------------ | --------- |
| Мушки  | 287    | 77               | 168          | 32             | 9                  | 1         |
| Женски | 265    | 19               | 170          | 72             | 4                  | 0         |
| УКУПНО | 552    | 96               | 338          | 104            | 13                 | 1         |

| Пол    | Укупно                    | Пољопривреда, лов и шумарство | Рибарство                            | Вађење руде и камена | Прерађивачка индустрија       |
| ------ | ------------------------- | ----------------------------- | ------------------------------------ | -------------------- | ----------------------------- |
| Мушки  | 182                       | 120                           | 0                                    | 4                    | 42                            |
| Женски | 123                       | 90                            | 0                                    | 0                    | 16                            |
| УКУПНО | 305                       | 210                           | 0                                    | 4                    | 58                            |
| Пол    | Производња и снабдевање   | Грађевинарство                | Трговина                             | Хотели и ресторани   | Саобраћај, складиштење и везе |
| Мушки  | 2                         | 3                             | 4                                    | 1                    | 3                             |
| Женски | 0                         | 0                             | 7                                    | 3                    | 0                             |
| УКУПНО | 2                         | 3                             | 11                                   | 4                    | 3                             |
| Пол    | Финансијско посредовање   | Некретнине                    | Државна управа и одбрана             | Образовање           | Здравствени и социјални рад   |
| Мушки  | 0                         | 0                             | 0                                    | 1                    | 2                             |
| Женски | 0                         | 1                             | 0                                    | 6                    | 0                             |
| УКУПНО | 0                         | 1                             | 0                                    | 7                    | 2                             |
| Пол    | Остале услужне активности | Приватна домаћинства          | Екстериторијалне организације и тела | Непознато            | Непознато                     |
| Мушки  | 0                         | 0                             | 0                                    | 0                    | 0                             |
| Женски | 0                         | 0                             | 0                                    | 0                    | 0                             |
| УКУПНО | 0                         | 0                             | 0                                    | 0                    | 0                             |